# بيت العنب (بني حشيش)

تعديل مصدري - تعديل

بيت العنب هي إحدى قرى عزلة الشرفة بمديرية بني حشيش التابعة لمحافظة صنعاء، بلغ تعداد سكانها 418 نسمة حسب تعداد اليمن لعام 2004.